# مرکز تحقیقات پل شرر
مرکز تحقیقات پل شرر (به انگلیسی: Paul Scherrer Institute) موسسه ایست تحقیقاتی چند رشته‌ای که متعلق به انستیتو تکنولوژی فدرال سوئیس (ETH) می‌باشد.این مؤسسه در سال ۱۹۸۸ میلادی با ادغام موسسه فدرال تحقیقات رآکتور سوئیس و موسسه فیزیک هسته‌ای تأسیس شده‌است.
PSI مرکز تحقیقات علوم طبیعی و تکنولوژی چند رشته‌ای است وبا دانشگاه‌ها، موسسات تحقیقاتی و صنعتی دارای همکاری‌های ملی و بین‌المللی است، این مرکز در فیزیک حالت جامد، علوم مواد، فیزیک ذرات بنیادی، تحقیقات انرژی هسته‌ای و غیر هسته‌ای، و انرژی مربوط به محیط زیست، فعال است.
PSI بزرگترین انستیتو تحقیقاتی ملی کشور سوئیس می‌باشد و چند شتاب دهنده هسته‌ای در آن بکار گرفته شده‌است. این مؤسسه بیش از ۱۴۰۰ نفر محقق و کارمند دارد.